# Аборт та психічне здоров'я
Вплив аборту на психічне здоров'я — предмет політичних дискусій   , хоча наразі в найкращих оглядах досліджень зроблено висновок, що аборт сам по собі не призводить до погіршення психічного здоров'я порівняно із ситуацією, коли жінка вимушена народити після небажаної вагітності.[⇨] Численні наукові організації не визнають існування «постабортного синдрому» — терміна, який означає широкий спектр наслідків аборту для психічного здоров'я[⇨] і це при наявності значної кількості свідчень практикуючих психологів про конкретні прояви негативного впливу абортів на психічне здоров'я не тільки матерів, але і батьків і навіть сестер чи братів ненародженої дитини.Проблема визнання чи не визнання психічних постабортних проблем вийшла з площини власне жіночого здоров' я чи концентрації уваги на відносинах жінка-дитина, а перетворилася на соціальну та політичну. З одного боку державні та соціальні інституції, які борються з збільшенням кількості дітей у соціально вразливих верств населення, клініки, які отримують фінансування на проведення абортів та контрацепцію, "про-чойс" активісти активно заперечують існування ПАС, з іншого боку - християнські та громадські про-лайф організації, які принципово виступають проти переривання вагітностей, до того ж  мають великий досвід приватних свідчень від жінок, які робили аборти та клініки психічного здоров'я, які заробляють на подоланні наслідків аборту, підтверджують існування ПАС.
Всесвітня організація охорони здоров'я стверджує, що вплив аборту на здоров'я залежить від того, чи є він безпечним (проведеним у лікарні фахівцем з відповідною освітою).

## Історія
З 1970-х років пролайферські активісти з центрів кризової вагітності почали просувати ідею про те, що аборти можуть бути пов'язані з погіршенням психічного здоров'я жінок, яка у 1980-х підхоплюється консервативними «мозковими центрами», а потім і політиками. У 1981 противник абортів і сімейний психотерапевт Вінсент Ру, даючи свідчення в Конгресі США, вперше вжив вираз «постабортний синдром». Він заявив, що спостерігав посттравматичний стресовий розлад, який розвинувся як реакція на стрес у результаті перенесеного аборту, і запропонував позначати це явище як «постабортний синдром» .
У 1982 році головний санітарний лікар США Еверет Куп повідомив у листі до президента Рейгана, що на цей час недостатньо даних для того, аби зробити кінцевий висновок про наявність зв'язку між абортами та психічним здоров'ям. При цьому він був пролайфером і вважав, що частина жінок стикається з негативними наслідками абортів для психічного здоров'я. Пізніше деякі прихильники руху за право на аборт хибно стверджували, що Куп зробив висновок про відсутність зв'язку між абортами та погіршенням психічного здоров'я, хоча він просто вважав усі існуючі докази низькоякісними.
Надалі вийшла безліч оглядів літератури, найкращі з яких не знайшли доказів зв'язку між абортом та погіршенням психічного здоров'я[⇨]. Зв'язок між абортом та наслідками для психіки не був визнаний доведеним такими провідними медичними організаціями, як Американська Психологічна асоціація, Американська Психіатрична Асоціація, Американська Медична Асоціація, Американський Коледж Акушерів Гінекологів, Американська Асоціація громадської охорони здоров'я. «Постабортний синдром» не доданий до Діагностичного та статистичного посібника з психічних розладів DSM-IV-TR  та до класифікації психічних розладів МКХ-10. Попри це, в деяких штатах США в рамках передабортного консультування жінкам досі повідомляють в основному про негативні психологічні та емоційні реакції на аборт.
У розпалі дискусій деякі автори зазначали, що з-за неможливості  рандомізованого  дослідження абортів на людях, рекомендується провести дослідження 500 вагітних щурів, які абортували на різних стадіях вагітності, із спостереженнями за подальшим вихованням молодняку, що вижив.

## Дослідження
У систематичному огляді 2008 року було зроблено такий висновок:
У цьому систематичному огляді простежується чітка тенденція: найякісніші дослідження були переважно з нейтральними результатами, припускаючи мало, якщо взагалі наявних, відмінностей між жінками, які зробили аборт, і відповідними групами порівняння з погляду наслідків психічного здоров'я. І навпаки, дослідження з недосконалою методологією незмінно виявляли негативні наслідки абортів для психічного здоров'я.
Варто розуміти, що більшість досліджень в огляді стосувалася жінок лише з одним абортом. В оновленій доповіді від Американської психіатричної асоціації у 2009 році було зроблено висновок:
Найсуворіші дослідження показали, що у США відносний ризик виникнення проблем із психічним здоров'ям у дорослих жінок, з одним законним абортом у першому триместрі небажаної вагітності, не перевищує ризику серед жінок, які народжують після небажаної вагітності. Фактичні дані не підтверджують твердження про зв'язок між абортом і проблемами психічного здоров'я, що спостерігається, викликана абортом як таким, а не іншими раніше існуючими і супутніми факторами ризику. Більшість дорослих жінок, які переривають вагітність, не мають проблем із психічним здоров'ям. Проте деякі жінки все ж набувають їх.
Головними проблемами досліджень, які розглянули в огляді, стали неправильні групи порівняння (вся популяція жінок або жінки, що народили, замість жінок, які народили після незапланованої або небажаної вагітності) і відсутність контролю за факторами ризику, що передують аборту.
У критичному огляді 2009 року було зроблено висновок, що всі знайдені авторами дослідження, які показують зв'язок між абортами та погіршенням психічного здоров'я, містять безліч суттєвих помилок: і нерепрезентативні вибірки, і некоректні групи порівняння, і брак контролю за попередніми та супутніми факторами ризику, зокрема за попередніми психічними розладами тощо.
У 2011 році вийшов метааналіз Присцілли Коулмен, авторки кількох робіт, що пов'язують аборти з негативними наслідками для психічного здоров'я. Після аналізу 22 досліджень з загальною кількістю 877 181 учасник, з яких 163 831 пережили аборт, було зроблено висновок, що жінки, які перенесли аборт, мали на 81% підвищений ризик проблем з психічним здоров’ям, існує статистично значущий зв’язок між абортами та подальшим зловживанням психоактивними речовинами (алкоголь, марихуана). Авторка критикує дослідників, які роблять висновок про відсутність значного впливу аборту на психічне здоров'я. В той же час її метааналіз також критикувався з багатьох причин. По-перше, немає опису пошукових запитів, які використовує авторка, авторка іноді ігнорує свої критерії включення досліджень, через що деякі дослідження не були включені в аналіз. Вона робила метааналіз одна, а бажаним є ще другий автор без конфлікту інтересів. По-друге, результати, які вона отримала з тих самих наборів даних у різних дослідженнях, розглядалися як незалежні одне від одного, що помилково. По-третє, у метааналізі часто неправильно класифікувались групи порівняння. Нарешті, і якісні, і низькоякісні дослідження аналізувалися однаково, і не було проведено окремих аналізів якісних і неякісних досліджень. При цьому низка включених до неї досліджень критикувалася за нездатність проконтролювати психічне здоров'я жінок до аборту і навіть нездатність розрізнити психічні розлади, що виникли до або після аборту.
Нарешті, того ж року вийшов огляд від National Collaborating Center for Mental Health. Для початку було вказано на такі недоліки попередніх оглядів, як використання переважно американських вибірок, відсутність угруповання досліджень з якості в огляді від АПА, недостатній контроль за валідизованістю інструментів оцінки психічного здоров'я в огляді від АПА.
У результаті було зроблено висновок, що немає доказів довгострокових (>90 днів після аборту) наслідків аборту для психічного здоров'я. Жінки, які робили аборти, вже до аборту частіше стикалися із психічними розладами, і аборт не погіршував ситуацію. Слід зазначити, що лише незначна частина досліджень відповідала всім необхідним критеріям, тому якість доказів була низькою. Відсутність контролю за історією психічних розладів і насильства часто призводила до хибних висновків у дослідженнях, що знайшли зв'язок між абортами та погіршенням психічного здоров'я. Крім того, були отримані неоднозначні висновки про суїцидальну поведінку після аборту — якщо порівнювати жінок, які зробили аборт, з жінками, які народили після незапланованої вагітності, то невелика різниця між групами за поширеністю суїцидальної поведінки була, а якщо як групу порівняння використовувати жінок, що народили після небажаної вагітності, то різниці не було. Виявлена відмінність може пояснюватися загальними факторами для прагнення аборту та суїцидальної поведінки.
Деякі жінки наражаються на особливий ризик негативних наслідків після аборту. Насамперед це жінки з психічними розладами до аборту, а також жінки, які роблять аборт під тиском партнера, ставлячись до аборту негативно.
У 2013 році було проведено ще один огляд досліджень, в якому зроблено висновок про можливий зв'язок між абортами та погіршенням психічного здоров'я. Він критикувався за відсутність оцінки якості досліджень та недоврахування типових проблем для досліджень у цій галузі.
У 2018 році вийшов огляд досліджень від Національної академії наук, інженерії та медицини. Розглянувши всі вищезазначені систематичні огляди та нові докази, автори зробили висновок, що аборт не пов'язаний з погіршенням психічного здоров'я.
При цьому вчені-прихильники існування зв'язку між абортом і погіршенням психічного здоров'я стверджують, що дослідження ускладнюються такими факторами, як недолік мотивації до участі в дослідженнях у жінок, що перенесли аборт, велика різноманітність негативних емоційних реакцій, які важко врахувати в одному дослідженні, різний час виникнення реакцій і непридатність таких стандартних методів, як опитування та тести для аналізу глибоких душевних травм[неавторитетне джерело].

### Аборт та депресія
У 2023 році група ефіопських вчених на основі аналізу 657 статей з відкритих джерел із загальною кількістю 18 207 учасників прийшла до висновку, що післяабортна депресія широко поширена в усьому світі. Встановлено, що на поширеність ПАС впливає географічне розташування та соціально-економічний статус населення. Крім того часто жінки можуть не пройти адекватне обстеження на депресію, що може залишити їх невизначеними та нелікованими. Останні тенденції свідчать про тривожне зростання рівня депресії  із 37%  у 2019 році до 48,6 % у 2021 році. 

### Аборт та самогубство
Дослідження, опубліковане 21 січня 2025 року, в якому взяло участь 2829 жінок з США, показало, що жінки, які зробили аборт, вдвічі частіше намагалися покінчити життя самогубством, ніж інші. Гіпотеза про те, що ці жінки початково мали психічні проблеми не узгоджується з їхньою власною самооцінко щодо того, наскільки їхні аборти безпосередньо сприяли суїцидальній та саморуйнівній поведінці.

## Емоційна реакція жінок на аборт та довгострокові наслідки
Доведено, що на початку після переривання вагітності у жінок спрацьовують психологічні захисні механізми, вони тимчасово пом’якшують постабортну травму. З часом однак проявляється вплив аборту на емоційний стан.
За підсумками опитування «The Times Poll» 1989 року, в якому взяли участь 3583 жінки, було встановлено, що 56% жінок, які «зізналися в аборті», відчували провину. При цьому лише 26% жалкували про ухвалене рішення. Серед чоловіків, які, за їхніми словами, зіткнулися з абортом, негативне ставлення до цієї проблеми спостерігалося частіше: дві третини опитаних відчували себе винними, і більше однієї третини заявляли, що жалкують про зроблений вибір.
Згідно з оглядами літератури, проведеними в 1982 році та 1990  році, більшість жінок, які зробили аборт, відразу після аборту не шкодували про своє рішення, не відчували емоційної травми та відчували позитивні емоції, такі як полегшення, задоволення або радість. При цьому частина жінок могла мати справу зі значними негативними емоційними реакціями.  З часом полегшення та позитивні емоції зменшилися, а негативні зросли.На більший ризик наражаються жінки, які переривають бажану вагітність, не отримують схвалення свого рішення від партнера або батьків, не впевнені у своєму рішенні.  
Більшість подальших досліджень загалом підтверджує ці висновки    , хоча в деяких із них жінки частіше відчували амбівалентні почуття до аборту. Лише одне дослідження сильно відрізняється від попередніх — у ньому більшість жінок зазнала суттєвих негативних емоцій, і лише 7-14% — полегшення. Також в дослідженні Б.Майор та К.Коццареллі, в якому ніби-то доводиться, що більшість жінок на терміні 2 років після аборту відчуває позитивні емоції та задоволені своїм рішенням і готові знову робити аборт, зазначають, що приблизно половина  початкової групи опитуваних була втрачена через виснаження до 2-річного спостереження. 
У 1993 році з'явилися перші дані, що тривале горе після аборту може бути більш поширеним явищем, ніж вважалося раніше. Половина з 45 жінок, які зробили аборт назвали це  «вбивством», а 44% висловили жаль з приводу свого рішення зробити аборт. Інші віддалені наслідки включали депресію (44%), почуття втрати (31%), сором (27%) і фобічні реакції на немовлят (13%). У 42% цих жінок несприятливі психологічні наслідки аборту тривали протягом 10 років. Однак результат дослідження був визнаний сумнівним, тому що жінки, які взяли в ньому участь були віруючими.
У 2005 році було проведене дослідження, яке порівняло психічний стан жінок після викидня та штучного аборту на різних термінах - 10 днів, 6 місяців, 2 роки та 5 років.
Жінки, які пережили викидень, мали більше психічних розладів через 10 днів і шість місяців після переривання вагітності, ніж жінки, які перенесли аборт. Проте жінки, у яких був викидень, продемонстрували значно швидше покращення психо-емоційного стану. Натомість жінки, які пережили штучний аборт, мали значно вищі бали IES для уникнення та почуття провини, сорому через два та п’ять років після переривання вагітності .Порівняно із загальною популяцією, жінки, які перенесли штучний аборт, мали значно вищі показники тривожності HADS під час усіх чотирьох замірів, тоді як жінки, які перенесли викидень, мали значно вищі показники тривоги лише на 10 день.
Безсоння, жахливі сни, відсутність апетиту, порушення біоритму,  різкі зміни настрою – все це характерно для жінок після аборту. Часто у них починаються психосоматичні розлади, мігрені, відсторонення від людей, надмірному вживанні ліків та алкоголю. . 
Хоча смуток і жаль не є психологічними розладами, вони також впливають на психічний та емоційний стан і не можуть бути проігноровані. 
Також на наслідки аборту впливає багато інших чинників - вік, соціальний статус, наявність дітей, депресія чи інші психологічні проблеми в анамнезі, термін вагітності на якому жінка позбавилась плоду, вид втручання. 

## Реакція на обмеження доступу до аборту
Згідно з американським дослідженням 2022 року, обмеження або повна заборона абортів призводить до підвищеного ризику суїциду серед жінок репродуктивного віку. Передбачається, що основним суїцидогенним фактором є стрес, пов'язаний з небажаною вагітністю. 

## Допомога жінкам у подоланні психо-емоційних наслідків аборту
Основною рекомендацією є робота з жінками по подоланню психо-емоційних наслідків аборту. Психологічна допомога та консультування є важливими для запобігання ускладненням після втрати вагітності. Турецькі медики дослідили вплив медсестринського догляду, заснованого на теорії догляду Свенсона, на рівень горя, депресії, тривоги, стресу та рівень адаптації жінок під час та після переривання вагітності і зазначили, що цей досвід є позитивним.
В довгостроковій перспективі позитивні результати дає  професійна психологічна допомога, яка дозволяє жінці віднайти себе. Основні чотири етапи оздоровлення - це визнання існування дитини як особи, а не набору клітин, покаяння, примирення та пробачення самої себе.